# UEFA Euro 2004
UEFA EURO 2004 – symulator piłki nożnej wydany przez EA Sports w 2004 roku z okazji Mistrzostw Europy. Używając silnika FIFY 2004 Euro 2004 posiada lepszą rozgrywkę od poprzedniczki. Zwiększono też sztuczną inteligencję piłkarzy.